# Lugnet, Salems kommun

Lugnet var ett torp under Hallinge gård Salems socken i Stockholms län.
Från 1760 nämns torpet i husförhörslängder.
Stugan bestod av ett rum och kök. Till stugan hörde också en uthuslänga. Torparens odlingar skedde på de närmaste åkertegarna runt stugan.
Torpet revs omkring 1930.
År 1945 invigde Salems skytteförening en skjutbana på och runt den gamla torpplatsen.